# Nietzsche und der deutsche Geist
Nietzsche und der deutsche Geist, Untertitel Ausbreitung und Wirkung des Nietzscheschen Werkes im deutschen Sprachraum, ist eine analytische Bibliographie zur Wirkungsgeschichte Friedrich Nietzsches im deutschen Sprachraum zwischen 1867 und 1945. Die Konzeption als „Schrifttumsverzeichnis“ stammt von dem Germanisten Richard Frank Krummel, der das vierbändige Werk unter Mitarbeit seiner Ehefrau Evelyn S. Krummel zwischen 1974 und 2006 vorgelegt hat.
Darin sind fast 5700 Dokumente verzeichnet, ein Großteil davon mit Abstracts und Kommentaren versehen. Bei den Dokumenten handelt es sich hauptsächlich um Bücher, Zeitschriftenartikel und gedruckte Reden zum Thema Nietzsche, aber auch Tagebucheintragungen, Briefwechsel und Erinnerungen werden wiedergegeben, um einen Eindruck vom geistigen Klima der Zeiten zu geben. Durch die annähernde Vollständigkeit, Querverweise und Erläuterungen kann das Werk damit auch als Nachschlagewerk für einen Teil der deutschen Kulturgeschichte gelten.
Der Titel spielt auf Friedrich Gundolfs Schrift Shakespeare und der deutsche Geist (1911) an.
Was das rein deutschsprachige Schrifttum von und über Nietzsche anbelangt, löste die Bibliographie ältere Verzeichnisse größtenteils ab. Wenn es auch Kritik an einigen Punkten gibt (siehe Rezension unter Weblinks), gilt das Werk in der Nietzscheforschung als anerkannt und äußerst hilfreich. Insbesondere Fragen der Rezeptionsgeschichte lassen sich nun auf eine Vielzahl von Dokumenten gründen.
Das Werk erscheint im Verlag de Gruyter, Berlin und New York, in der Reihe Monographien und Texte zur Nietzsche-Forschung. „Nr. X“ gibt die Nummer in dieser Reihe an.
- Band 1 (Nr. 3): Ausbreitung und Wirkung des Nietzscheschen Werkes im deutschen Sprachraum bis zum Todesjahr. Ein Schrifttumsverzeichnis der Jahre 1867–1900. 1974 (2. Auflage 1998, ISBN 3-11-016074-9)
- Band 2 (Nr. 9): Ausbreitung und Wirkung des Nietzscheschen Werkes im deutschen Sprachraum vom Todesjahr bis zum Ende des Ersten Weltkrieges. Ein Schrifttumsverzeichnis der Jahre 1901–1918. 1983 (2. Auflage 1998, ISBN 3-11-016075-7)
- Band 3 (Nr. 40): Ausbreitung und Wirkung des Nietzscheschen Werkes im deutschen Sprachraum bis zum Ende des Zweiten Weltkrieges. Ein Schrifttumsverzeichnis der Jahre 1919–1945. 1998, ISBN 3-11-015613-X
- Band 4 (Nr. 51): Ausbreitung und Wirkung des Nietzscheschen Werkes im deutschen Sprachraum bis zum Ende des Zweiten Weltkrieges. Ein Schrifttumsverzeichnis der Jahre 1867–1945. Ergänzungen, Berichtigungen und Gesamtverzeichnisse zu den Bänden I–III. 2006, ISBN 3-11-018986-0

Die private Sammlung von Richard Frank Krummel, die dem Werk Nietzsche und der deutsche Geist zugrunde liegt, wurde 2001 von der Stadt Naumburg gekauft und ging in die Obhut der Friedrich-Nietzsche-Stiftung über.